# Корнешть (Кречунешть, Муреш)
Корнешть, Корнешті (рум. Cornești) — село у повіті Муреш в Румунії. Входить до складу комуни Кречунешть.
Село розташоване на відстані 253 км на північний захід від Бухареста, 10 км на південь від Тиргу-Муреша, 83 км на південний схід від Клуж-Напоки, 119 км на північний захід від Брашова.

## Населення
За даними перепису населення 2002 року у селі проживали 916 осіб.
Національний склад населення села:
| Національність | Кількість осіб | Відсоток |
| -------------- | -------------- | -------- |
| угорці         | 847            | 92,5%    |
| цигани         | 67             | 7,3%     |

Рідною мовою назвали:
| Мова      | Кількість осіб | Відсоток |
| --------- | -------------- | -------- |
| угорська  | 847            | 92,5%    |
| циганська | 67             | 7,3%     |